# Chuck Schuldiner

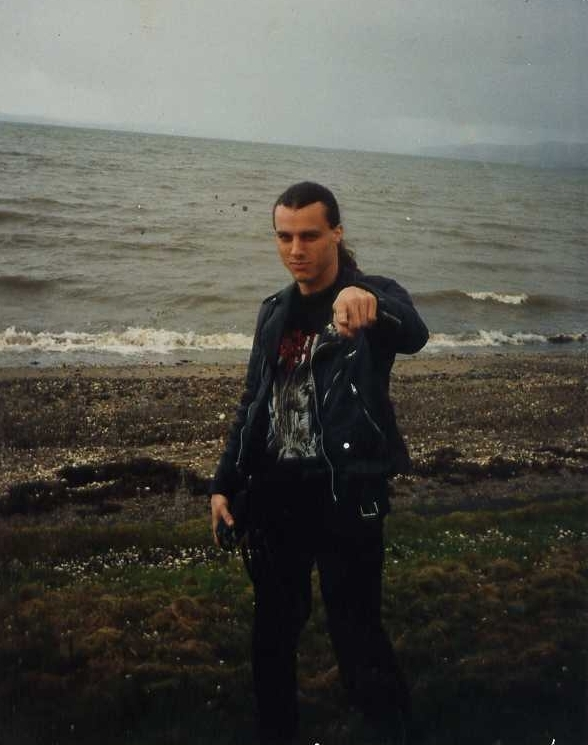
Chuck Schuldiner

Charles Michael 'Chuck' Schuldiner (New York, 13 mei 1967 - 13 december 2001) was een muzikant en frontman van de band Death. Hij wordt gezien als een van de pioniers van het genre deathmetal.

## Biografie

### Levensloop
Chuck werd geboren op 13 mei 1967 in Long Island, New York. Zijn vader was Joods met Oostenrijkse roots, zijn moeder was een Amerikaanse die zich bekeerd had tot het Jodendom. Chuck was de jongste van 3 kinderen en verhuisde in 1983 met zijn familie naar Florida.
Toen Chuck 9 jaar oud was, stierf zijn 16-jarige broer in een verkeersongeluk. Zijn ouders kochten een gitaar voor hem, in de hoop dat hij afleiding vond. Hij volgde enkele lessen klassiek, maar stopte ermee omdat hij het niet leuk vond. Later kochten zijn ouders een elektrische gitaar voor hem, die ze op een uitverkoop hadden gevonden. Chuck was meteen verslingerd aan het instrument en sindsdien is hij nooit gestopt met spelen. Van zijn ouders mocht hij op schooldagen enkel drie uren oefenen, maar in het weekend zat hij de hele dag gitaar te spelen.
Zijn inspiratie vond hij bij groepen zoals Iron Maiden, KISS en Billy Idol. Zijn moeder beweert dat hij van alle soorten muziek hield, behalve country en rap.

### Muzikale carrière
Chuck Schuldiner richtte zijn eerste band 'Mantas' op in 1983. Hij speelde ook als gitarist bij Slaughter, maar verliet deze al snel om verder te gaan met zijn eigen groep. Later veranderde hij de naam naar Death. De band kende veel verschillende line-ups. Het eerste album, "Scream Bloody Gore" (1987) wordt wereldwijd gezien als de grondlegger voor het genre deathmetal . "Leprosy" (1988), het tweede album, werd opgenomen met gitarist Rick Rozz, Terry Butler op basgitaar en Bill Andrews als drummer. Bij hun derde "Spiritual Healing" (1990) werd de ontslagen Rick Rozz vervangen door James Murphy.
Na "Spiritual Healing" werkte Chuck niet meer met fulltime bandleden. Hij huurde enkel nog studiomuzikanten in en muzikanten voor live acts. Schuldiner werd gezien als een echte perfectionist, wat ook de verschillende line-ups verklaart.
Deaths echte doorbraak kwam met het meer technische en progressieve album "Human" uit 1991. Op dit album komt Schuldiners echte kunnen meer dan ooit naar boven. Schuldiner ging verder in deze stijl en leverde de albums "Individual Thought Patterns" (1993), "Symbolic" (1995) en "The Sound of Perseverance" (1998). Na dit laatste album verliet Chuck de band en startte een powermetal project op, genaamd "Control Denied". Met Control Denied bracht hij 1 album uit, "The Fragile Art of Existence", in 1999.

### Ziekte
In mei 1999 begon Chuck last te krijgen van zijn nek. Hij dacht dat het een geknelde zenuw was en ging naar een chiropractor. Deze stuurde hem door naar een massagetherapeut die hem een MRI-scan aanraadde. Chuck had gelijk over de geknelde zenuw, maar helaas bleek die gekneld te zitten door een tumor. Op zijn 32e verjaardag, 13 mei 1999, was de diagnose onverbiddelijk: hersenstamkanker. Hij werd meteen behandeld met radiotherapie (bestraling).
In oktober 1999 kondigde zijn familie aan dat de tumor was afgestorven en dat Chuck op weg was naar genezing. In 2000 onderging Chuck een operatie die de rest van de tumor zou verwijderen. De operatie was een succes, maar de familie Schuldiner kwam in financiële problemen. De totale kosten van de operatie waren zeer hoog en zijn familie kon zich deze niet veroorloven. Toen de ernst van de situatie tot de metalgemeenschap was doorgedrongen, kwamen er steeds meer benefietconcerten, veilingen en fondsen, om Chuck en zijn familie financieel te ondersteunen. De metalgemeenschap reageerde geschokt; Chuck Schuldiner kon het leven verliezen door geldgebrek.
Chuck bleef verder werken aan zijn muziek. In mei 2001, twee jaar na zijn diagnose, werd bij Chuck weer kanker vastgesteld en hij werd weer ziek. Hij weigerde een operatie (die hij onmiddellijk nodig had) omdat hij hem niet kon betalen. In een artikel werd iedereen opgeroepen om te helpen, ook muzikanten. Chuck kreeg chemotherapie toegediend (vincristine) om hem te helpen met zijn therapie. Zoals de meeste medicijnen bij chemotherapie, waren de neveneffecten hard en Chuck verzwakte zienderogen. Toch bleef hij verder vechten.
In november kreeg Chuck een longontsteking. Hij stierf op 13 december, 2001 om 16:00 u (lokale tijd).

### Legende
Zijn moeder, Jane Schuldiner, houdt zich vaak bezig met de fans van Chuck en heeft vaak gezegd dat ze van zijn muziek houdt. Chucks zus, Beth Schuldiner, heeft een zoon Christopher, die al Chucks gitaren kreeg. De eerste blijft in het bezit van Jane Schuldiner, zijn moeder. Zijn fans eren hem nog tot op de dag van vandaag.
- Bibsys: 12001528
- Biblioteca Nacional de España: XX1614551
- Gemeinsame Normdatei: 134800370
- International Standard Name Identifier: 0000 0001 1938 0574
- Library of Congress Control Number: no2009122605
- MusicBrainz: 59f751b5-291d-42be-b490-bdc856ca45c1
- Nationale Bibliotheek van Tsjechië: js20020325021
- Système universitaire de documentation: 243983271
- Virtual International Authority File: 79787677
- WorldCat: E39PBJxH3cYbXT8c66YCJWWMT3